# Dobčice
Dobčice (německy Dobschitz) jsou malá vesnice, část obce Záboří v okrese České Budějovice v Jihočeském kraji. Nachází se asi 2,5 kilometru západně od Záboří. Je zde evidováno 39 adres. V roce 2011 zde trvale žilo 48 obyvatel. V Dobčicích je od 19. listopadu 1990 vesnická památková zóna.
Dobčice leží v katastrálním území Lipanovice o výměře 10,45 km².

## Název
Dřívější názvy jsou Dobšice, případně Dobšice na Vyšším Brodě, německy Dobschitz.

## Historie
První písemná zmínka o vesnici pochází z roku 1292.

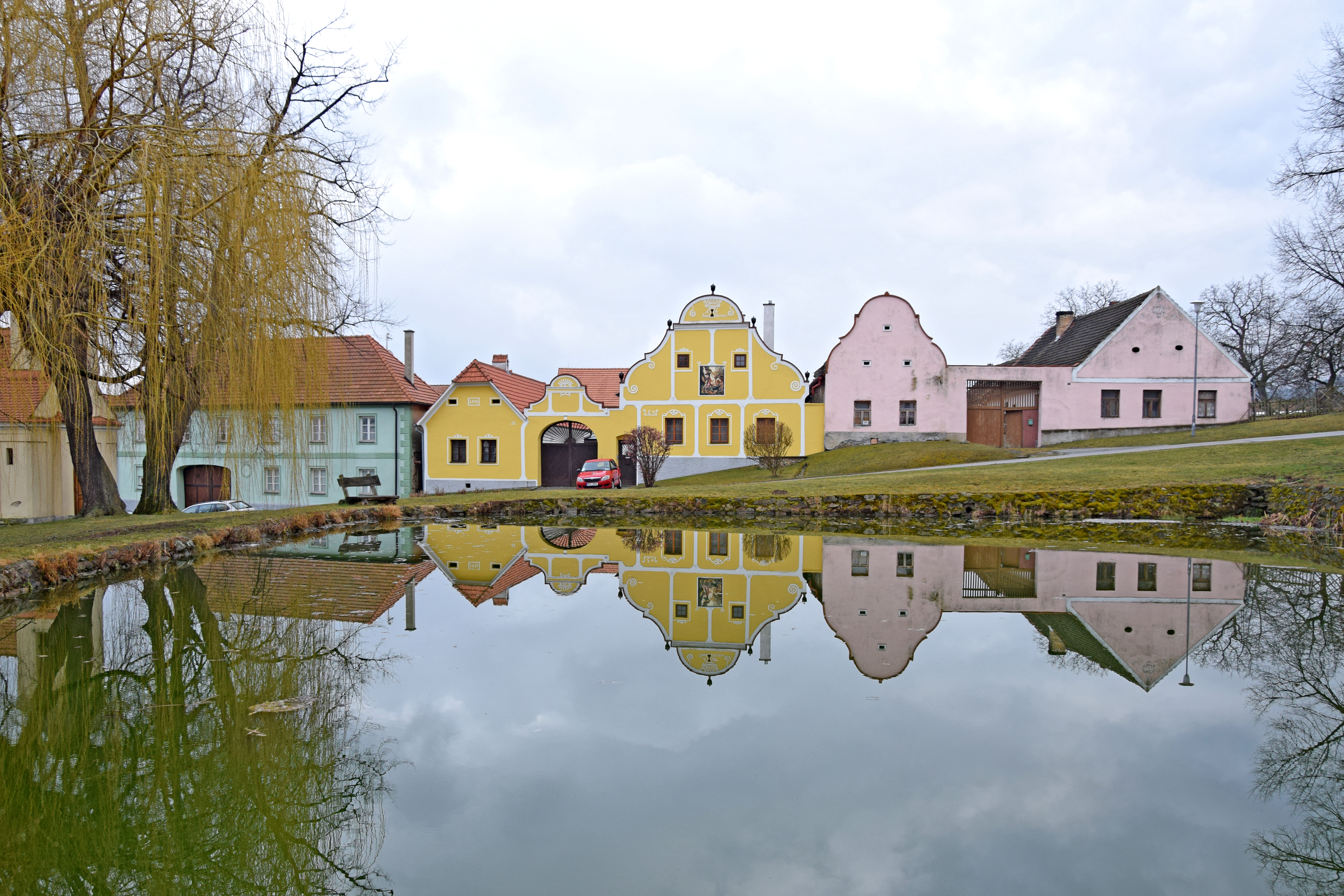
Selské baroko v Dobčicích

Od května do července 2012 zde režisér Zdeněk Troška natáčel komedii Babovřesky, která byla do kin uvedena 14. února 2013. V létě 2013 zde Zdeněk Troška natočil pokračování Babovřesky 2, které měly premiéru 20. února 2014. V létě 2014 se zde natáčely Babovřesky 3.

## Obyvatelstvo
| Rok            | 1869 | 1880 | 1890 | 1900 | 1910 | 1921 | 1930 | 1950 | 1961 | 1970 | 1980 | 1991 | 2001 | 2011 | 2021 |
| -------------- | ---- | ---- | ---- | ---- | ---- | ---- | ---- | ---- | ---- | ---- | ---- | ---- | ---- | ---- | ---- |
| Počet obyvatel | 181  | 162  | 149  | 159  | 154  | 135  | 158  | 98   | 101  | 93   | 55   | 41   | 31   | 48   | 61   |
| Počet domů     | 24   | 25   | 25   | 25   | 32   | 33   | 36   | 35   | 35   | 24   | 18   | 16   | 33   | 36   | 36   |

## Obecní správa
V letech 1850–1869 Dobčice byly nakrátko osadou obce Lipanovice. Od roku 1869 jsou Dobčice součástí obce Záboří.

## Pamětihodnosti
- Výklenková kaplička
- Usedlosti čp. 3, 4, 5, 10 a 19